# زمان عاشقی (مجموعه تلویزیونی)
زمان عاشقی (به ترکی استانبولی: Sevmek Zamanı)، یک مجموعهٔ تلویزیونی ساخت کشور ترکیه به کارگردانی ییلدیزهولیا بیلبان و نویسندگی نالان‌مرتر ساواش است که اولین قسمت آن دوشنبه ۲۰ ژوئن ۲۰۲۲ (۳۰ خرداد ۱۴۰۱) از شبکهٔ آ تی‌وی پخش شد و در تاریخ ۱۸ ژوئیهٔ ۲۰۲۲ (۲۷ تیر ۱۴۰۱) با پنج قسمت به پایان رسید.

## بازیگران و شخصیت‌ها
| قسمت | شخصیت           | بازیگر              |
| ---- | --------------- | ------------------- |
| ۱-۵  | کاعان کریم‌اوعلو | ایلهان شن           |
| ۱-۵  | فیروزه یاووز    | دنیز ایشین          |
| ۱-۵  | لیلا کریم‌اوعلو  | سرنای آکتاش         |
| ۱-۵  | فریاد یاووز     | توپراکجان آدیگوزل   |
| ۱-۵  | محمد            | بران سویسال         |
| ۱-۵  | محسن            | موتالیپ مژده‌جی      |
| ۱-۵  | تانر چلیکر      | چاعداش انور اوزتورک |
| ۱-۵  | زینب کریم‌اوعلو  | نعمت اییگون         |
| ۱-۵  | عمر             | انور گُزاِتَن          |
| ۱-۵  | چیعدم           | دریا پینار          |
| ۱-۵  | سردار           | اوزان ییعت          |
| ۱-۵  | عایشه‌گول        | زینب اویماک         |
|      | نازمی           | جانر سولماز         |